# Il respiro del silenzio
Il respiro del silenzio è un singolo del gruppo musicale italiano Tazenda, pubblicato il 1º novembre 2013.
Il brano, scritto dal chitarrista della band Gino Marielli e da Mogol, vede la partecipazione vocale del cantante dei Modà Kekko Silvestre. È inoltre il primo brano registrato dai Tazenda con il nuovo cantante Nicola Nite, subentrato a Beppe Dettori nel marzo 2013.

## La canzone
Parlando del brano, i Tazenda hanno dichiarato:

## Video musicale
Il video ufficiale del brano, diretto da Lorenzo Taliani e Giantommaso Puglisi, è stato pubblicato il 19 maggio 2014 sul canale YouTube della Rusty Records.

## Tracce
Testi di Gino Marielli e Mogol, musiche di Gino Marielli.
1. Il respiro del silenzio (feat. Kekko Silvestre) – 3:43